# برتون نستون (تشيشير)
برتون نستون (بالإنجليزية: Burton, Neston, Cheshire)‏ هي قرية تقع في المملكة المتحدة في شمال غرب إنجلترا. يقدر عدد سكانها بـ 1,620 نسمة .